# Mont Bertha
Le mont Bertha est un sommet glaciaire de 3 110 m d'altitude situé dans le chaînon Fairweather de la chaîne Saint-Élie, dans le Sud-Est de l'Alaska, aux États-Unis.

## Toponymie
Le nom de la montagne est apparu pour la première fois en 1910 lorsqu'il a été publié par l'Institut d'études géologiques des États-Unis (USGS). Cet organisme prétend qu'il a été nommé d'après le SS Bertha, un bateau à vapeur de l'Alaska Commercial Company (en) en service de 1888 jusqu'à son naufrage dans la baie d'Uyak (ceb), le 18 juillet 1915,.
Cependant, selon Bradford Washburn du musée de la Science de Boston et du musée de l'Alpinisme américain, ce sommet a été nommé en l'honneur d'une prostituée de Skagway, connue des membres de la Commission de la frontière internationale qui ont arpenté la région.

## Géographie

### Situation
Le sommet est situé dans le parc national de Glacier Bay, 9 km à l'est-nord-est du mont Crillon, qui est le sommet le plus élevé le plus proche, et 38 km au sud-est du mont Fairweather, qui est le plus haut sommet du chaînon Fairweather.

### Hydrographie
La montagne abrite des glaciers suspendus sur ses pentes ainsi que l'immense glacier Brady au sud, le glacier Reid au nord-est et le glacier Johns Hopkins au nord-ouest. Le ruissellement des précipitations et l'eau de fonte de ses glaciers s'écoulent dans le bassin de la Baie des Glaciers et le golfe d'Alaska.

### Climat
Les mois de mai à juin offrent les conditions météorologiques les plus favorables pour l'escalade et l'observation.
Selon la classification de Köppen, le mont Bertha a un climat subarctique avec des hivers froids et enneigés et des étés doux. Les systèmes météorologiques provenant du golfe d'Alaska sont forcés vers le haut par le chaînon Fairweather (soulèvement orographique), provoquant de fortes précipitations sous forme de pluie et de chutes de neige. Les températures peuvent descendre en dessous de −20 °C avec des facteurs de refroidissement éolien inférieurs à −30 °C.

## Histoire
La première ascension du sommet a été réalisée le 30 juillet 1940 par Barbara et Bradford Washburn, Maynard Miller, Michl Feuersinger et Thomas Winship (en). C'est la première expérience d'alpinisme pour Barbara, et Bradford qualifie plus tard l'expédition de lune de miel puisqu'ils se sont mariés en avril précédent. Après l'expédition, elle apprend qu'elle est enceinte de plusieurs mois.